# Nicolaus Haquini
Nicolaus Haquini, född 1624 i Veta församling, Östergötland, död 27 september 1699 i Malexanders församling, Östergötlands län, var en svensk präst.

## Biografi
Nicolaus Haquini föddes 1624 i Veta församling. Han prästvigdes 24 januari 1652 och blev samma år komminister i Järstads församling. 1656 blev Haquini komminister i Vreta klosters församling. Haquini blev 13 april 1670 kyrkoherde i Malexanders församling. Han var 1673 respondent vid prästmötet. Under sin tid fick han Karl XI stadfästelse på de 20 tunnors spannmål, som under 10 års tid varit indragna till kronan. Haquini avled 27 september 1699 i Malexanders socken..

### Familj
Haquini gifte sig med Christina Wallerius (1628–1692). Hon var dotter till prosten Johannes Wallerius i Vallerstads församling och Kerstin Holm. De fick tillsammans barnen Hans Wretander (född 1657, död som späd), kyrkoherden Johannes Wretander (1659–1704) i Konungsunds församling, Kerstin Wretander (1663–1703) som var gift med kyrkoherden Joannes Palin i Östra Ny församling och Anna Wretander (död 1708) som var gift med kyrkoherden Joannes Wretensis i Malexanders församling. Deras barn antog namnet Wretander.